# Iacobești (okręg Suczawa)
Iacobești – wieś w Rumunii, w okręgu Suczawa, w gminie Grănicești. W 2011 roku liczyła 454 mieszkańców. 